# Trận Svitlodarsk
Trận Svitlodarsk là một trận chiến trong Chiến tranh ở Donbass gần Svitlodarsk, tỉnh Donetsk. Nó được mô tả là "trận chiến đẫm máu nhất trong 5 tháng".

## Diễn biến
Không rõ ai là người khởi xướng cuộc chiến nặng nề gần Svitlodarsk vào ngày 18 tháng 12 năm 2016, với cả hai bên cáo buộc nhau bắt đầu trận chiến. Theo người Ukraina, phe ly khai đã tiến hành ba cuộc tấn công vào các vị trí của Ukraina, với tất cả chúng đều bị đẩy lùi. Trong cuộc giao tranh, phe ly khai được báo cáo đã tiến hành ba đợt bắn phá các vị trí của Ukraine, mỗi vòng kéo dài từ ba đến sáu giờ. Vụ pháo kích được cho là bắt nguồn từ các khu dân cư ở làng Kalynivka, và các thị trấn Vuhlehirsk và Debaltseve, khiến quân đội Ukraine không thể đáp trả vì sợ gây ra thương vong dân sự tiềm tàng. Các lực lượng Ukraina cũng tuyên bố đã tiến lên 1,5 km gần làng Luhanske, chiếm một tầm cao chiến lược từ phe ly khai, Đồi 223.. Theo phe ly khai, cuộc giao tranh bắt đầu khi chính họ bị tấn công bởi quân đội Ukraine gần Debaltseve, nhưng cuối cùng đã tìm cách đẩy lùi cuộc tấn công. Theo một quan chức LPR ly khai, 40 binh sĩ Ukraine đã tiến hành cuộc tấn công, được hỗ trợ bởi hỏa lực pháo hạng nặng, với 150 quả đạn pháo được bắn gần làng Kalynivka. Tổng cộng, 2.900 vụ nổ đã được ghi lại trong khu vực vào ban ngày, hầu hết xung quanh Svitlodarsk.
Sau đó, người ta báo cáo rằng vào ngày 18 tháng 12, người Ukraina đã chiếm giữ bốn hoặc có thể năm điểm khác ở bờ trái của ao Hryazevskyi sau khi phát động cuộc tấn công của họ.
Một cuộc tấn công ly khai khác được cho là đã bị đẩy lùi vào ngày 20 tháng 12, khi ba nhóm 3 máy bay chiến đấu 35 đã cố gắng tấn công các vị trí của Ukraine sau một cuộc tấn công bằng súng cối. Vào ngày 22 tháng 12, pháo kích ly khai đã khiến gần một chục binh sĩ Ukraine bị thương, trong khi lực lượng dân quân LPR báo cáo một nỗ lực đột phá của Ukraine bởi 50 binh sĩ và ba IFV gần Debaltseve đã bị đẩy lùi. Ngày hôm sau, người Ukraine tuyên bố một cuộc tấn công mặt đất ly khai mới được hỗ trợ bởi pháo kích và xe bọc thép đã bị đẩy lùi.
Lần đầu tiên sau sáu ngày, không có trận đánh nào diễn ra ở khu vực Svitlodarsk vào ngày 24 tháng 12, sau khi lệnh ngừng bắn nói chung có hiệu lực vào nửa đêm.